# أسبوغة
أسبوغة هي قرية في مقاطعة بوكان، إيران. يقدر عدد سكانها بـ 118 نسمة بحسب إحصاء 2016.